# Thalassoma virens
Thalassoma virens е вид лъчеперка от семейство Labridae. Видът е световно застрашен, със статут Уязвим.

## Разпространение
Разпространен е в Мексико.